# Kim Hyeong-ju
Kim Hyeong-ju (kor. 김 형주; ur. 12 września 1984) – południowokoreańska zapaśniczka w stylu wolnym. Dwukrotna olimpijka. Ósma w Pekinie 2008 i trzynasta w Londynie 2012 (kategoria 48 kg).
Dziesiąta na mistrzostwach świata w 2010. Druga na igrzyskach azjatyckich w 2006 i trzecia w 2010 i 2014. Zdobyła cztery medale mistrzostw Azji w latach 2004 i 2017.
Absolwentka Yong In University w Yongin.